# Маратонецът
„Маратонецът“ (на английски: Marathon Man) е съспенс-трилър на режисьора Джон Шлезинджър, който излиза на екран през 1976 година.

## Сюжет
Томас (Дъстин Хофман) е враждебен и страхлив самотник, измъчван от самоубийството на баща си, който е бил подозиран в комунистическа активност. Той е въвлечен в мрежа от международни интриги, когато брат му – агентът на ЦРУ Док Леви (Рой Шайдър), е убит от бившия нацист д-р Кристиан Сел (Лорънс Оливие), озовал се в Щатите за да се докопа до безценна контрабандна пратка диаманти. Томас трябва да преодолее страховете си от миналото докато се бори за живота си и се опитва да отмъсти за смъртта на брат си едновременно.

## В ролите
| Актьор        | Роля              |
| ------------- | ----------------- |
| Дъстин Хофман | Томас (Бейб) Леви |
| Лорънс Оливие | д-р Кристиан Сел  |
| Рой Шайдър    | Хенри (Док) Леви  |
| Уилям Дивайн  | Питър Джейнуей    |
| Марте Келър   | Елза Опел         |
| Ричард Брайт  | Карл              |
| Марк Лорънс   | Ерхард            |
| Тито Гоя      | Мелендес          |